# Bareta
Bareta – rodzaj żelbetowego fundamentu pośredniego stosowany w budownictwie.

## Konstrukcja
Bareta to najczęściej pojedyncza sekcja ściany szczelinowej, wykonana pod płytą fundamentową, ścianą lub słupem konstrukcyjnym. W przypadku konieczności przeniesienia większych obciążeń spotyka się także barety złożone z kilku łączących się ze sobą odcinków, najczęściej w kształcie litery L lub T. Barety mogą mieć głębokość nawet do 150 m.

## Zasada działania
Bareta przenosi obciążenia podobnie jak pal, dla którego reakcja na grunt przekazywana jest przez tarcie pomiędzy gruntem a jego pobocznicą lub przez podstawę pala (jak dla fundamentu bezpośredniego). W porównaniu z typowymi palami, najczęściej okrągłymi, barety ze względu na prostokątny kształt mają większą sztywność i lepiej przenoszą obciążenie poziome. Nośność na obciążenia pionowe przekracza 15 000–20 000 kN.

## Technologia wykonania barety
Proces wykonywania baret jest podobny jak w przypadku ścian szczelinowych. Polega ona na wypełnieniu betonem wąskoprzestrzennego wykopu, w którym uprzednio umieszczono zbrojenie najczęściej w postaci prefabrykowanych klatek zbrojeniowych. Podczas głębienia wykopu oraz w trakcie betonowania wewnątrz wykopu pozostaje zawiesina bentonitowa stabilizująca krawędzie zewnętrzne. Beton, podawany rurą kontraktorową od dna wykopu, stopniowo wypiera bentonit. Poniżej przedstawiono na fotografiach kolejne etapy:

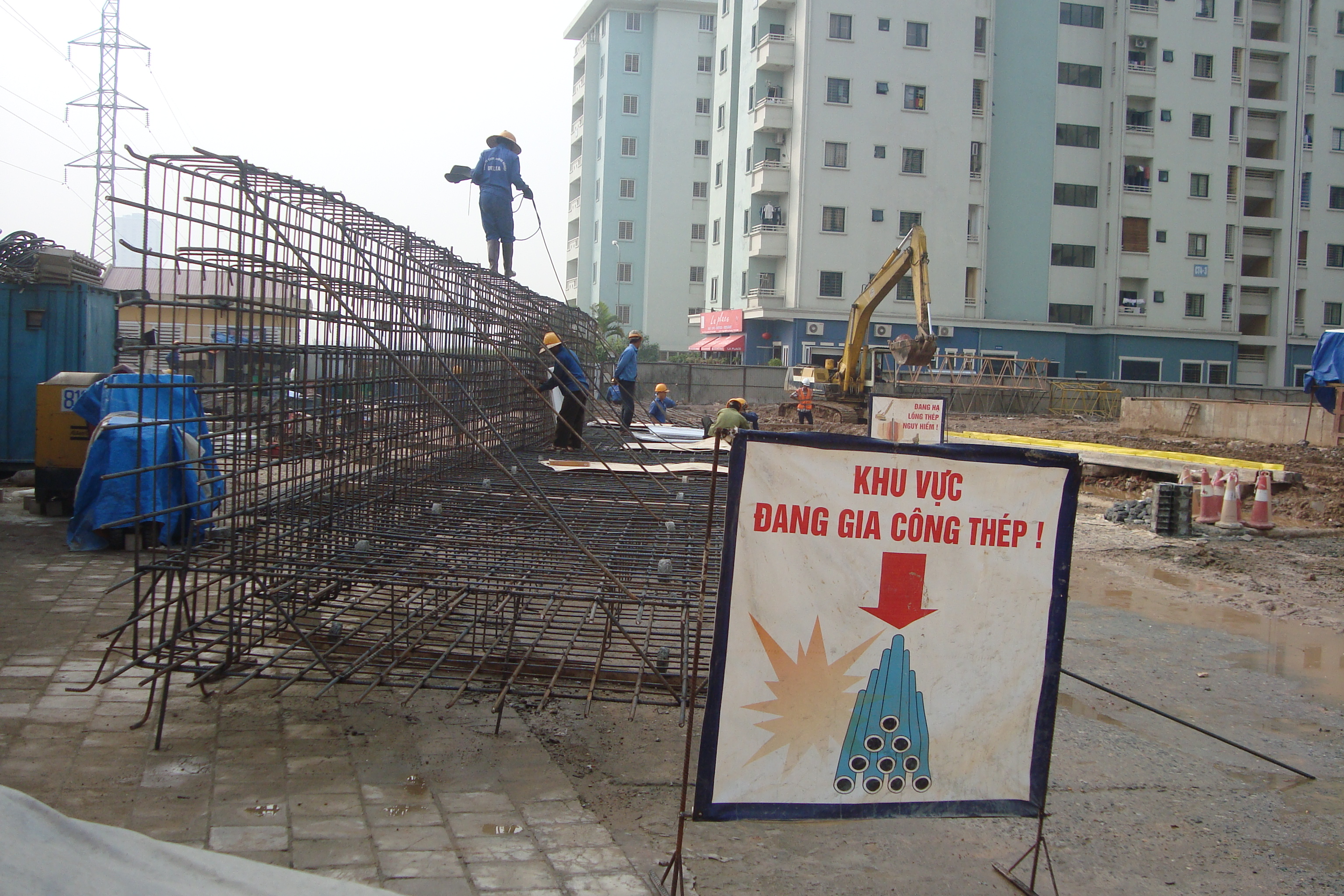
Klatki zbrojeniowe składowane przed zabetonowaniem na placu budowy.
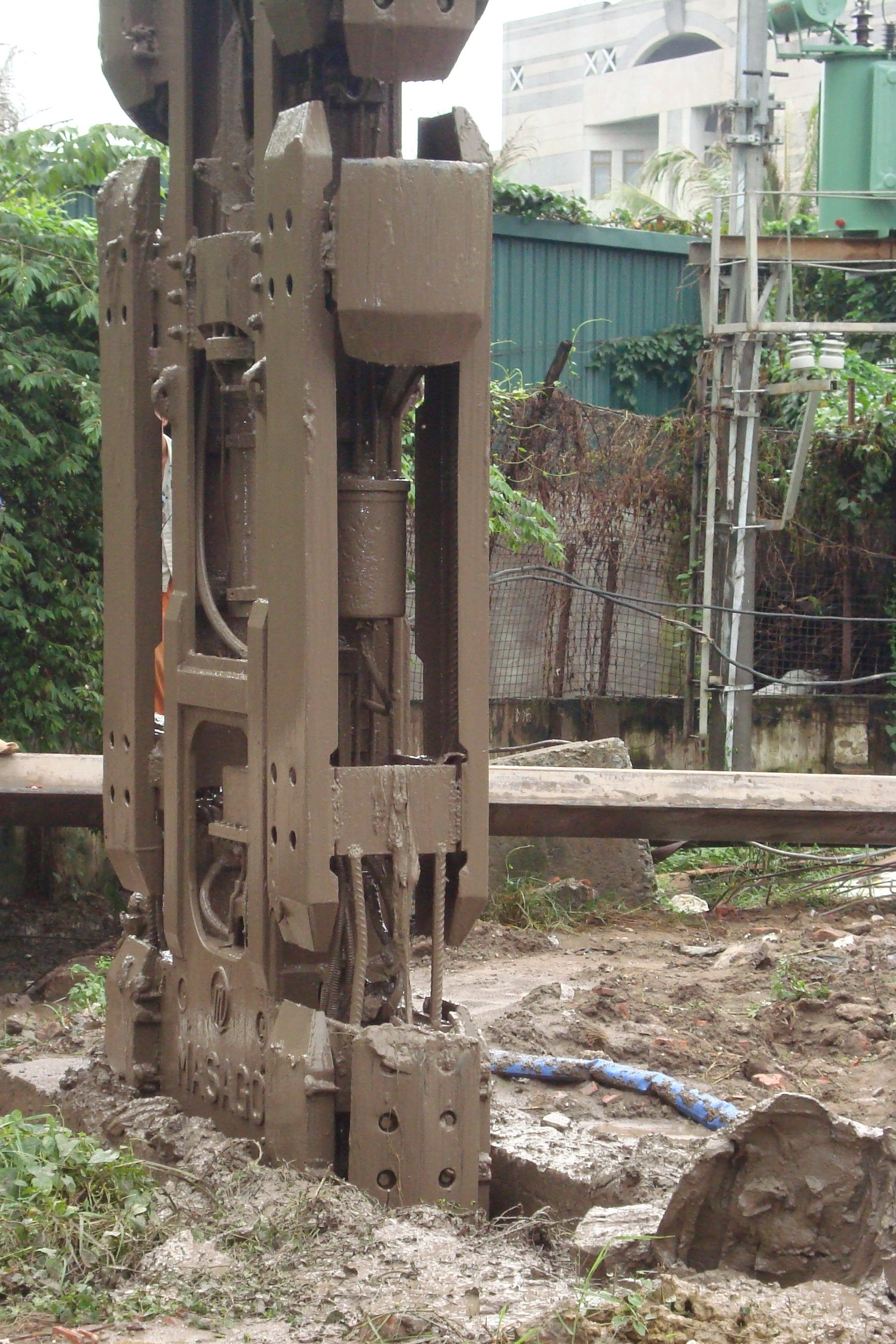
Specjalistyczna koparka do głębienia szczeliny.
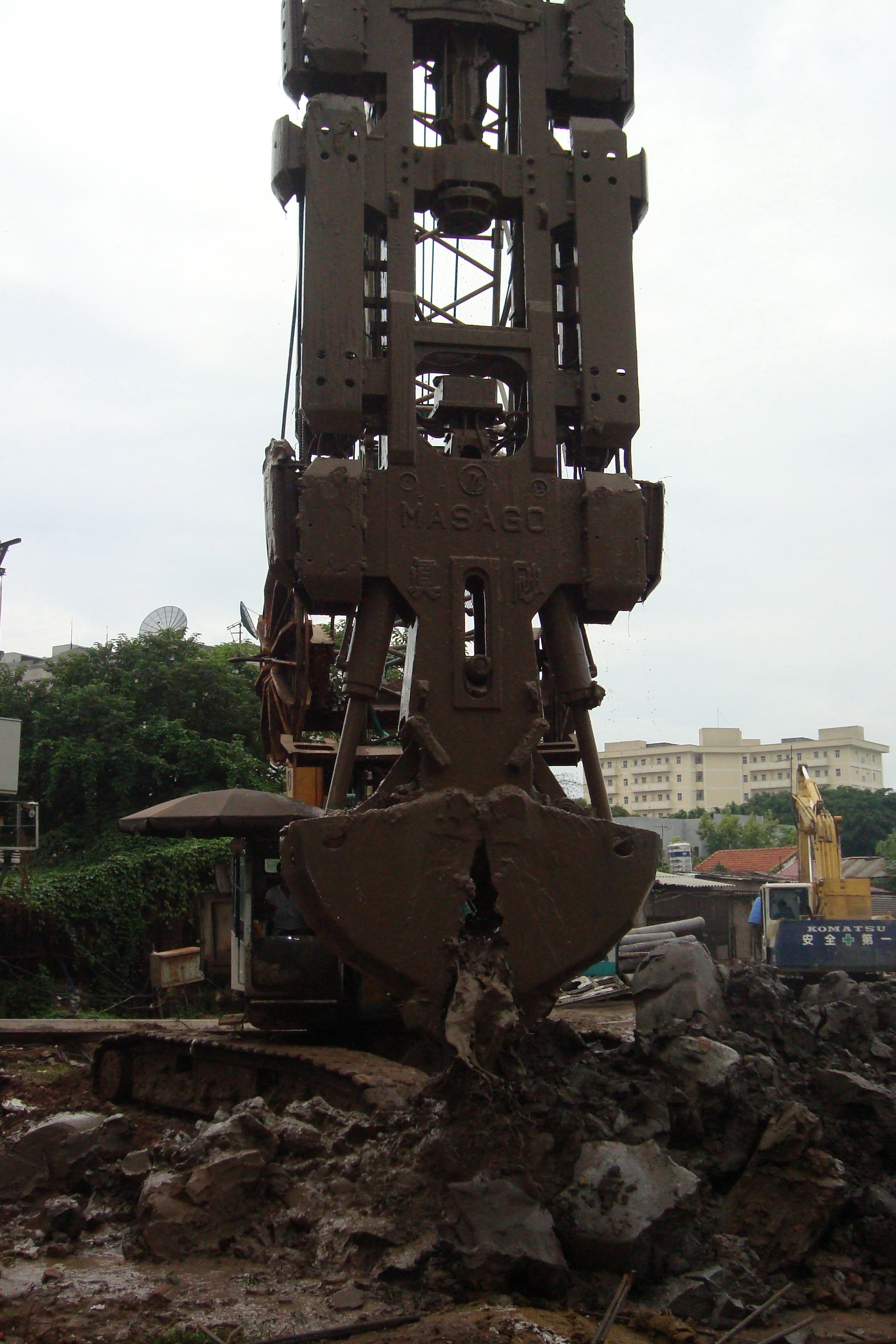
Wybieranie urobku.
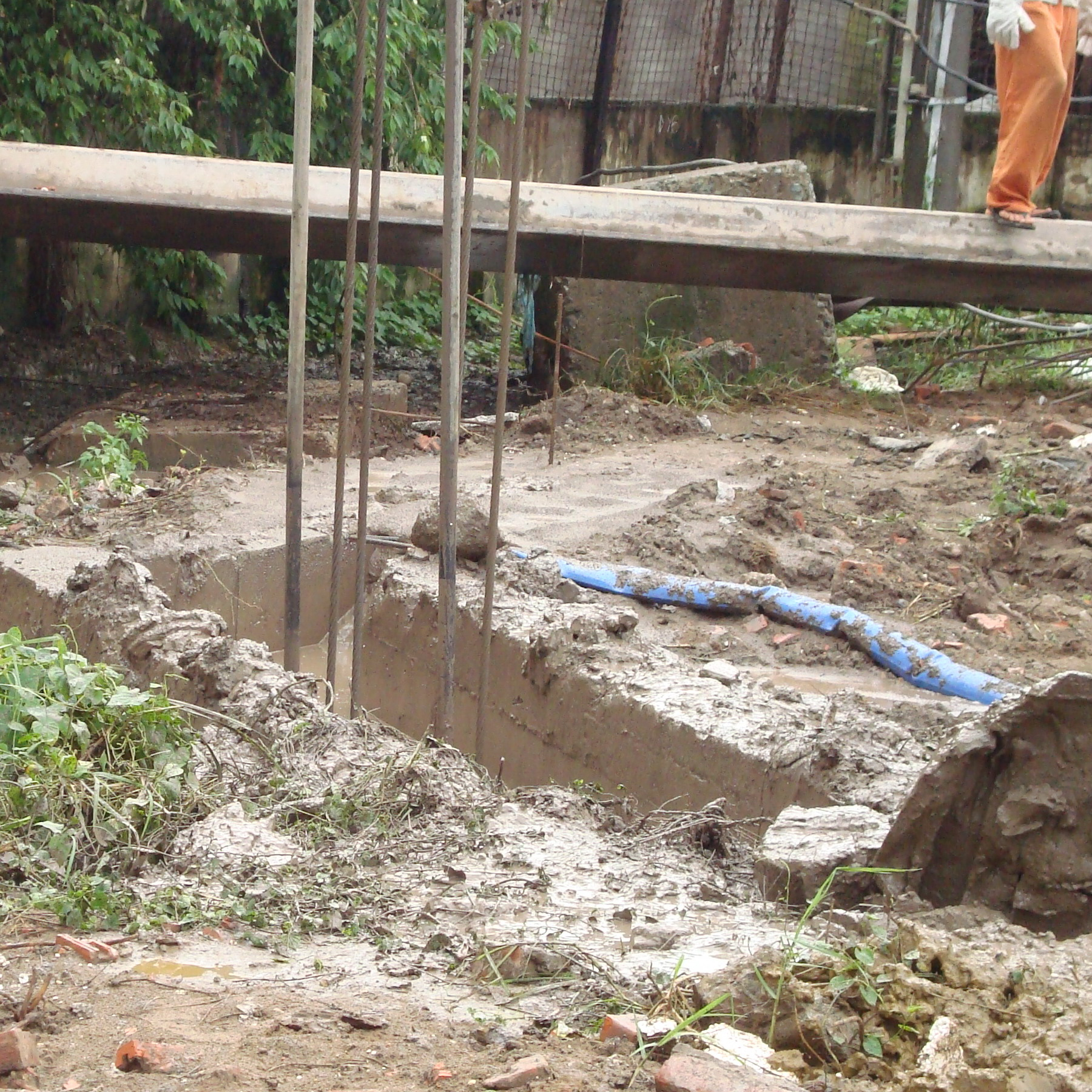
Widok z góry szczeliny wypełnionej zawiesiną bentonitową.
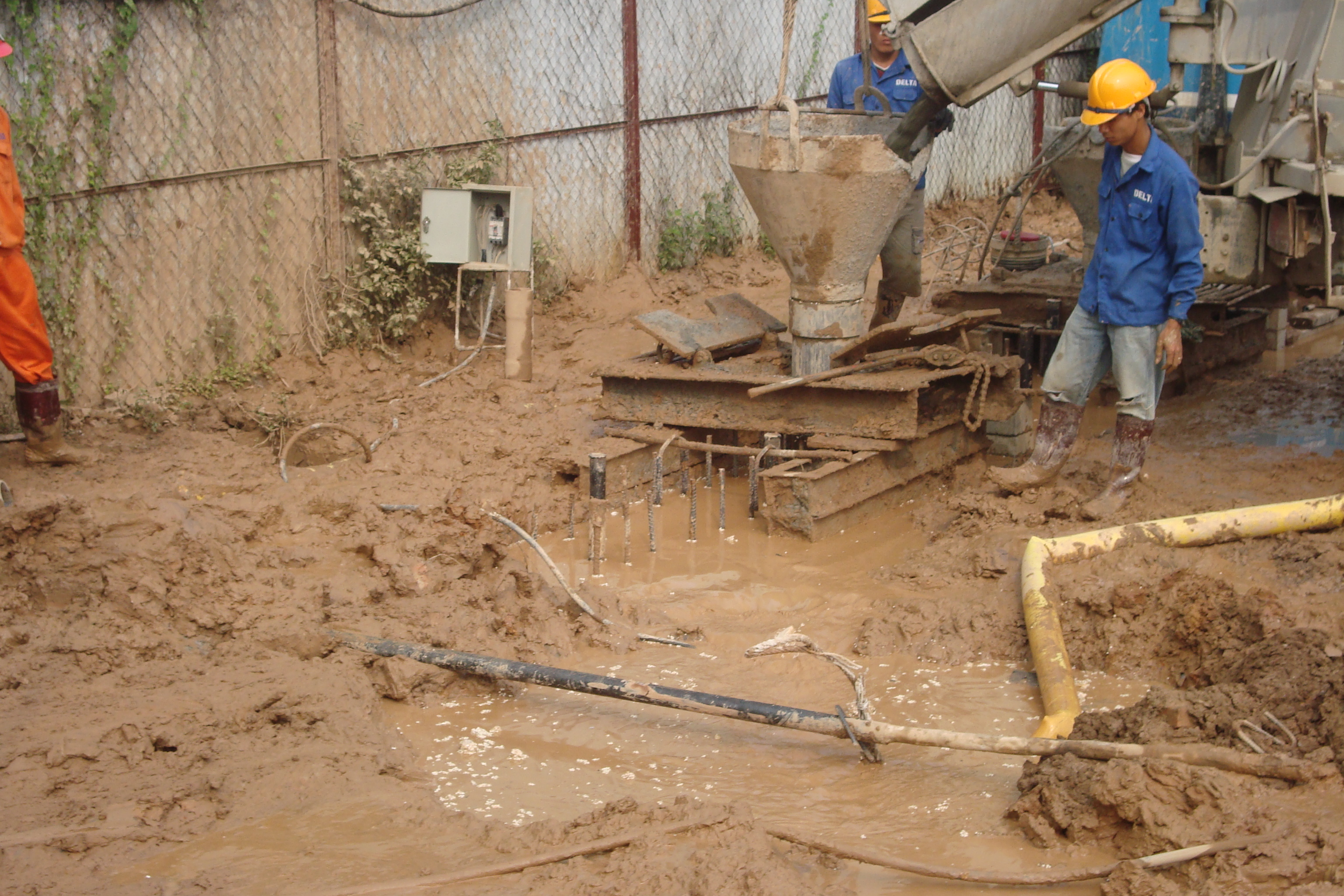
Betonowanie oraz równocześnie odzyskiwanie bentonitu, wypieranego przez beton.

## Barety w metodzie podstropowej

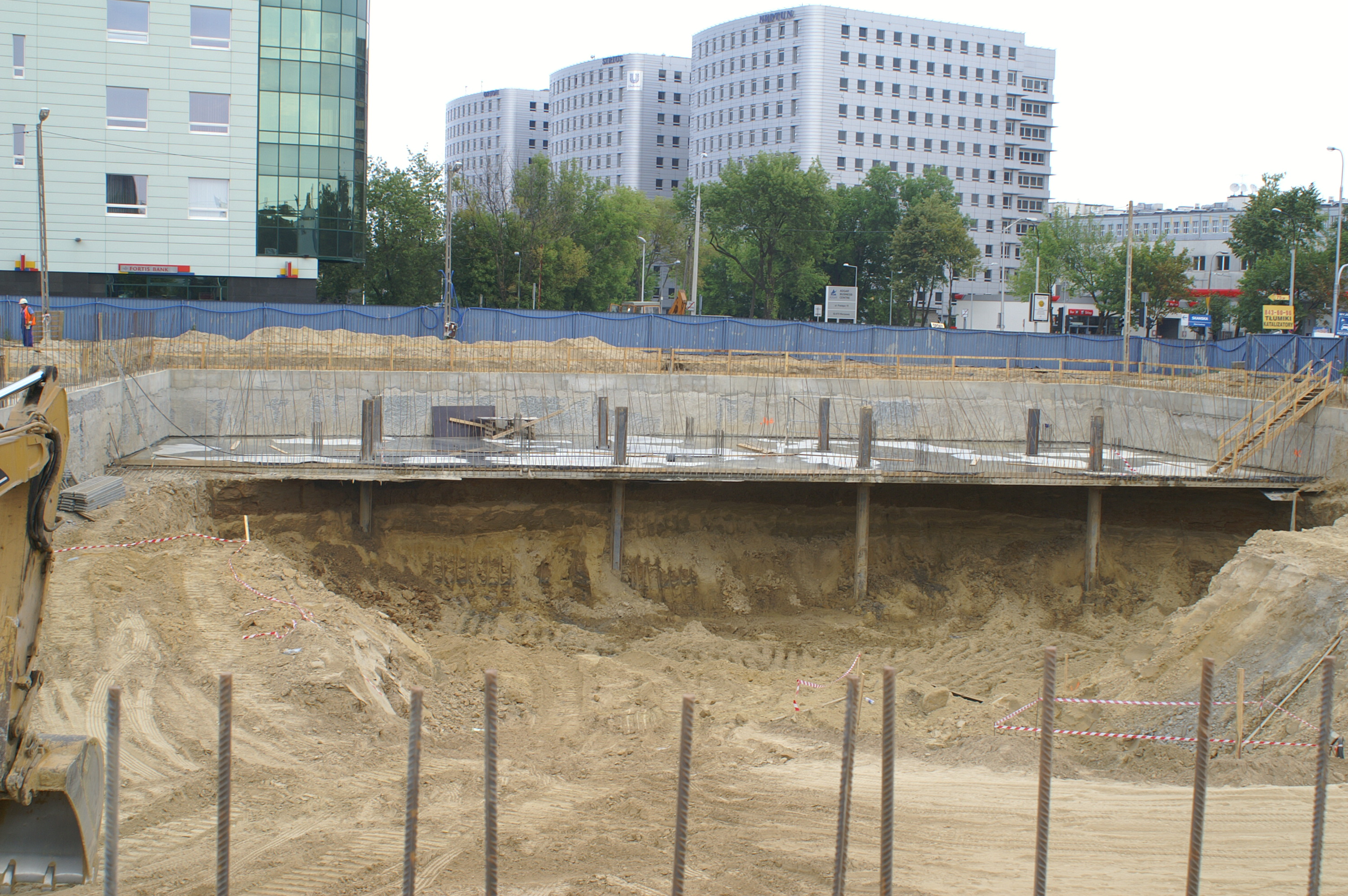
Widok fragmentu stropu podpartego na tymczasowych baretach

Przy wykonywaniu części podziemnej obiektu budowlanego metodą podstropową bezpośrednio w fundamentach osadza się słupy tymczasowe, podpierające strop w czasie wydobywania urobku spod niego. Dla tych elementów stosowana jest również nazwa bareta.

## Stosowanie
Barety są często wykorzystywane tam, gdzie występuje konieczność przeniesienia na podłoże znacznych sił osiowych, a więc na przykład w przypadku wieżowców (jak Rondo 1 w Warszawie (tu zastosowano barety z iniektowanymi podstawami), The Sail @ Marina Bay w Singapurze czy projektowany Nakheel Tower w Dubaju) oraz innych obiektów inżynierskich, na przykład stacje II linii metra w Warszawie.